# 2018-as Great Ocean Road Race
A 2018-as Cadel Evans Great Ocean Race volt a verseny 4. kiadása, illetve a 2018-as UCI World Tour második versenye. Az egynapos versenyt január 28-án rendezték 16 csapat részvételével.

## Részt vevő csapatok[1]

### World Tour csapatok
| - AG2R La Mondiale - BMC Racing Team - Bora–Hansgrohe - Katyusa–Alpecin |  | - Lotto Soudal - Mitchelton–Scott - Quick Step Floors - Team Dimension Data |  | - Team Lotto NL–Jumbo - Team Sky - Team Sunweb - Trek–Segafredo |

### Pro kontinentális csapatok
| - Acqua Blue Sport |  | - Israel Cycling Academy |  | - Roompot |

### Szabadkártyás csapatok
- Cycling Australia

## Végeredmény
| Helyezés | Versenyző          | Csapat              | Idő        |
| -------- | ------------------ | ------------------- | ---------- |
| 1.       | Jay McCarthy       | Bora–Hansgrohe      | 4h 04' 00" |
| 2.       | Elia Viviani       | Quick Step Floors   | azonos idő |
| 3.       | Daryl Impey        | Mitchelton–Scott    | azonos idő |
| 4.       | Dries Devenyns     | Quick Step Floors   | azonos idő |
| 5.       | Simon Gerrans      | BMC Racing Team     | azonos idő |
| 6.       | Nikias Arndt       | Team Sunweb         | azonos idő |
| 7.       | Steele Von Hoff    | Cycling Australia   | azonos idő |
| 8.       | Maurits Lammertink | Katyusa–Alpecin     | azonos idő |
| 9.       | Enrico Battaglin   | Team Lotto NL–Jumbo | azonos idő |
| 10.      | Lars Bak           | Lotto Soudal        | azonos idő |